# Jane Austen Book Club (film)
Jane Austen Book Club (originaltitel: The Jane Austen Book Club) är en amerikansk romantisk dramafilm från 2007, i regi av Robin Swicord. Filmen är baserad på Karen Joy Fowlers roman med samma namn från 2004. Filmen handlar om en bokcirkel som startas för att gemensamt diskutera de sex romaner som Jane Austen skrivit. När de sex medlemmarna dyker ner i Austens litteratur finner de att deras egna livserfarenheter i flera fall är parallella med teman som hanteras i böckerna de läser.

## Rollista i urval
- Maria Bello - Jocelyn
- Emily Blunt - Prudie
- Kathy Baker - Bernadette
- Hugh Dancy - Grigg
- Amy Brenneman - Sylvia
- Maggie Grace - Allegra
- Jimmy Smits - Daniel
- Marc Blucas - Dean
- Lynn Redgrave - Mama Sky
- Kevin Zegers - Trey
- Nancy Travis - Cat Harris
- Parisa Fitz-Henley - Corinne
- Gwendoline Yeo - Dr. Samantha Yep
- Myndy Crist - Lynne